# Porella major
Porella major är en mossdjursart som först beskrevs av Walter Douglas Hincks 1884.  Porella major ingår i släktet Porella och familjen Bryocryptellidae. Inga underarter finns listade i Catalogue of Life.